# Ilha de Cabanas
A ilha de Cabanas (antigamente conhecida também como ilha da Abóbora) é uma ilha barreira localizada entre a Península de Cacela e a Ilha de Tavira, das quais se separa através da Barra do Lacém e da Barra de Tavira. Situa-se em pleno Parque Natural da Ria Formosa.

## História
Pensa-se que actual ilha formou-se como um prolongamento da Ilha de Tavira desde o século XVII até ao século XX. O forte de São João da Barra, visível da ilha, foi erigido em meados do séc. XVII, para proteger o acesso por mar a Tavira aonde estaria nesse momento o ponto máximo de crescimento do cordão dunar. Este ter-se-á continuado a prolongar nos séculos seguintes, e segundo mapas do engenheiro José Sande de Vasconcelos  no final do século seguinte, a ponto de situar o ponto máximo já para leste do forte, já na direcção de Cacela. João Baptista da Silva Lopes situa na sua Carta Corográfica do Reino do Algarve o areal já estendido quase em frente a Cacela (1842), ao mesmo tempo que assinala uma barra em frente ao forte de São João como "perdida" (já não existiria nessa altura, mas assinala-a pelo facto de ter existido). Pouco tempo depois terá sido construído no cordão dunar, um pouco a leste do Forte de São João, a arraial da Armação da Abóbora pela companhia de pescarias Lisbonense.

Existe um relato citado por Rui Pacheco(1855): 
“Os barcos que conduzem da costa este peixe (atum) e que entram na barra de Tavira, quando chegam em frente da lota, têem já tido grande demora no seu transito, o que bem nocivo se torna à boa conservação do peixe, por causa da barra ficar hoje mais de duas léguas de distância da cidade, em frente da igreja da freguesia de Cacela, e quasi, pode-se dizer, 22 que fechada, infelismente quando antes ficava mesmo em frente da cidade”.
De acordo com relatos, no início do século XX  "se dá conta que desde Cacela até a barra da Fuzeta corre interiormente um canal, a que chamam canal de Tavira, ou Rio Largo, que pode quase sempre navegar-se na extensão de 18 km". Portanto, haveria um extenso areal que se estendia desde a Fuzeta até já perto de Manta Rota, era terminado por uma barra bem estreita junto a Cacela Velha que dificultava imenso a navegação com destino a Tavira. Isto levou à necessidade de uma abertura de uma barra junto à foz do Rio Gilão. Tal veio a ter lugar em 1930, mas a nova barra artificial de Tavira causou desequilíbrios nos processos naturais de movimento dos sedimentos costeiros, levando ao fecho da barra natural perto de Cacela Velha.
Como consequência indirecta da abertura desta nova barra, o arraial da Armação do Medo das Cascas, situado mesmo a levante da mesma barra, foi destruído pelo mar em 1941, com a abertura de uma nova barra natural a que foi dado inicialmente o nome de barra do Cochicho,que se foi movendo lentamente para leste, destruindo no seu avanço a areal existente, encontrando pelo meio do caminho o arraial da Armação de Abóbora, que foi arrasado em 1962, em conjunto com todo o cordão dunar situado a leste, até pouco antes de Cacela. As investidas do mar via a barra causaram estragos na marginal de Cabanas, com inundações o que levou a obras de reforço via a construção de uma muralha com reforço de enrocamento na zona ribeirinha de Cabanas. Entretanto, devido a obras de estabilização da Barra de Tavira, com a construção de dois quebra-mares, levaram ao "recuo" para mais próximo do continente da linha de costa da nova ilha que se foi reconstituindo, em razão dos sedimentos em movimento oeste-leste ficarem retidos no quebra-mar a montante.
Novas obras para consolidação do cordão dunar da ilha tiveram lugar em 1999, em que os sedimentos retirados do leito da Ria interior foram usados para reforçar a duna primária, o que retirou a possibilidade de acesso à praia durante a baixa-mar a pé.

## Actualmente
Toda a ilha consiste num extenso cordão litoral arenoso, cujas formações dunares se encontram revestidas de vegetação endémica e servem de habitat a várias espécies. Com apenas 70 metros de largura, a ilha tem cerca de sete quilómetros de comprimento - por isso não faltam locais para estender descansadamente a toalha. 

## Acesso
O acesso à ilha e à Praia de Cabanas de Tavira pode ser feito através de barcos que partem da zona nascente da marginal de Cabanas de Tavira. 